# 波柳赫涅
50°29′20″N 24°40′0″E / 50.48889°N 24.66667°E
波柳赫涅（烏克蘭語：Полюхне），是烏克蘭的村落，位於該國西部沃倫州，由盧茨克區負責管轄，面積7.97平方公里，海拔高度244米，2001年人口188，人口密度每平方公里23.59人。